# Mistrzostwa Europy w Boksie 2013
XL Mistrzostwa Europy w Boksie (mężczyzn) odbyły się w dniach 1–8 czerwca 2013 w Mińsku (Białoruś). Przeprowadzone zostały w hali Pałac Sportu.

## Uczestnicy
W turnieju wzięło udział 208 pięściarzy z 37 krajów.

## Medaliści
| Kategoria                    | Złoty                               | Srebrny                       | Brązowy                                                   |
| waga papierowa (49 kg)       | Dawid Ajrapetian · Rosja            | Paddy Barnes · Irlandia       | Salman Əlizadə · Azerbejdżan · Jack Bateson · Anglia      |
| waga musza (52 kg)           | Andrew Selby · Walia                | Michael Conlan · Irlandia     | Elvin Məmişzadə · Azerbejdżan · Owik Ogannisian · Rosja   |
| waga kogucia (56 kg)         | John Joe Nevin · Irlandia           | Mykoła Bucenko · Ukraina      | Aram Awagian · Armenia · Władimir Nikitin · Rosja         |
| waga lekka (60 kg)           | Pawło Iszczenko · Ukraina           | Wazgien Safarjanc · Białoruś  | Dmitrij Polanski · Rosja · Miklós Varga · Węgry           |
| waga lekkopółśrednia (64 kg) | Armien Zakarian · Rosja             | Dmitri Galagot · Mołdawia     | Artem Harutiunian · Niemcy · Abdelmalik Ladjali · Francja |
| waga półśrednia (69 kg)      | Aleksandr Biesputin · Rosja         | Arajik Marutjan · Niemcy      | Pawieł Kastramin · Białoruś · Bohdan Szełestiuk · Ukraina |
| waga średnia (75 kg)         | Jason Quigley · Irlandia            | Bogdan Juratoni · Rumunia     | Zoltán Harcsa · Węgry · Jewhen Chytrow · Ukraina          |
| waga półciężka (81 kg)       | Nikita Iwanow · Rosja               | Peter Müllenberg · Holandia   | Petru Ciobanu · Rumunia · Siarhej Nowikau · Białoruś      |
| waga ciężka (91 kg)          | Aleksiej Jegorow · Rosja            | Teymur Məmmədov · Azerbejdżan | Emir Ahmatović · Niemcy · Denys Pojacyka · Ukraina        |
| waga superciężka (>91 kg)    | Məhəmmədrəsul Məcidov · Azerbejdżan | Siergiej Kuźmin · Rosja       | Joe Joyce · Anglia · Wiktar Zujeu · Białoruś              |

## Tabela medalowa
| Poz.    | Państwo     |    |    |    | Razem |
| ------- | ----------- | -- | -- | -- | ----- |
| 1       | Rosja       | 5  | 1  | 3  | 9     |
| 2       | Irlandia    | 2  | 2  | 0  | 4     |
| 3       | Ukraina     | 1  | 1  | 3  | 5     |
| 4       | Azerbejdżan | 1  | 1  | 2  | 4     |
| 5       | Walia       | 1  | 0  | 0  | 1     |
| 6       | Białoruś    | 0  | 1  | 3  | 4     |
| 7       | Niemcy      | 0  | 1  | 2  | 3     |
| 8       | Mołdawia    | 0  | 1  | 1  | 2     |
| 9       | Holandia    | 0  | 1  | 0  | 1     |
| 9       | Rumunia     | 0  | 1  | 0  | 1     |
| 11      | Anglia      | 0  | 0  | 2  | 2     |
| 11      | Węgry       | 0  | 0  | 2  | 2     |
| 13      | Armenia     | 0  | 0  | 1  | 1     |
| 13      | Francja     | 0  | 0  | 1  | 1     |
| Łącznie | Łącznie     | 10 | 10 | 20 | 40    |

## Skład i wyniki reprezentantów Polski
- 49 kg -
  - Dawid Jagodziński – István Ungvári ( Węgry) 0-3
- 56 kg -
  - Mateusz Mazik – Joseph Ham ( Szkocja) 1-2
- 60 kg -
  - Mateusz Polski – Michal Zátorský ( Słowenia) RSC
  - Mateusz Polski – Miklós Varga ( Węgry) 0-3
- 69 kg -
  - Tomasz Kot – Adam Nolan ( Irlandia) 0-3
- 75 kg -
  - Ireneusz Zakrzewski – Aston Brown ( Szkocja) 0-3
- 81 kg -
  - Mateusz Tryc – Kevin Künzel ( Niemcy) 2-1
  - Mateusz Tryc – Joe Ward ( Irlandia) TKO
  - Mateusz Tryc – Peter Müllenberg ( Holandia) 0-3